# Wincenty Adamowski
Wincenty (Wiktor) Adamowski herbu Jastrzębiec (ur. w 1770 roku – zm. po 1831 roku) – major 1. Pułku Strzelców Konnych Księstwa Warszawskiego, kapitan Legionów Polskich we Włoszech.

## Życiorys
Od 1787 roku był ochotnikiem w armii Imperium Rosyjskiego, brał udział w wojnie rosyjsko-tureckiej (1787-1792). W 1789 przeszedł do armii koronnej. Uczestniczył w wojnie polsko-rosyjskiej 1792 roku i w walkach powstania kościuszkowskiego. Wziął udział w wojnie polsko-austriackiej 1809 roku i w inwazji na Rosję w 1812 roku. W 1813 roku dostał się do rosyjskiej niewoli. 
W 1808 roku odznaczony Orderem Virtuti Militari. W 1811 był członkiem czynnym loży wolnomularskiej Świątynia Izis.